# Miss Polski 2023
Miss Polski 2023 – 34. edycja konkursu piękności Miss Polski, której gala finałowa odbyła się 16 lipca 2023 roku w Nowym Sączu. 
Gospodarzami konkursu byli Paulina Sykut-Jeżyna, Krzysztof Ibisz i Ilona Krawczyńska. W trakcie imprezy wystąpili Kasia Moś, Blanka i Oskar Cyms.

## Rezultaty
| Tytuł            | Laureatka             |
| ---------------- | --------------------- |
| Miss Polski 2023 | Angelika Jurkowianiec |
| I Wicemiss       | Julia Marcinkowska    |
| II Wicemiss      | Dominika Staniaszek   |
| III Wicemiss     | Patrycja Jarocka      |
| IV Wicemiss      | Martyna Rurańska      |

### Nagrody specjalne
| Tytuł               | Laureatka        |
| ------------------- | ---------------- |
| Miss Widzów Polsatu | Agnieszka Brewka |

## Finalistki
Spośród 59 półfinalistek konkursu Miss Polski 2023, wybrano 32 finalistki, po dwie z każdego województwa, podczas gdy w poprzednich edycjach konkursu, w finałach uczestniczyło 24 kandydatki:
| Nr | Kandydatka            | Wiek | Województwo         | Miejscowość    |
| -- | --------------------- | ---- | ------------------- | -------------- |
| 1  | Martyna Rurańska      | 22   | Dolnośląskie        | Wrocław        |
| 2  | Agata Weiss           | 23   | Dolnośląskie        | Wrocław        |
| 3  | Klaudia Bańkowska     | 27   | Kujawsko-pomorskie  | Włocławek      |
| 4  | Agata Wendorff        | 22   | Kujawsko-pomorskie  | Toruń          |
| 5  | Karolina Gorbaniuk    | 25   | Lubelskie           | Lublin         |
| 6  | Patrycja Jarocka      | 20   | Lubelskie           | Biała Podlaska |
| 7  | Oliwia Mikulska       | 18   | Lubuskie            | Żary           |
| 8  | Patrycja Puchała      | 23   | Lubuskie            | Międzyrzecz    |
| 9  | Kamila Pacholak       | 25   | Łódzkie             | Rusiec         |
| 10 | Milena Terka          | 22   | Łódzkie             | Sieradz        |
| 11 | Aleksandra Budnik     | 20   | Małopolskie         | Nowy Sącz      |
| 12 | Sonia Słomska         | 25   | Małopolskie         | Kraków         |
| 13 | Dominika Staniaszek   | 25   | Mazowieckie         | Warszawa       |
| 14 | Julia Tomaszewska     | 25   | Mazowieckie         | Warszawa       |
| 15 | Paulina Buława        | 21   | Opolskie            | Nysa           |
| 16 | Angelika Jurkowianiec | 26   | Opolskie            | Namysłów       |
| 17 | Nikola Dobrowolska    | 19   | Podkarpackie        | Dębica         |
| 18 | Gabriela Rogala       | 22   | Podkarpackie        | Rzeszów        |
| 19 | Oliwia Łapińska       | 19   | Podlaskie           | Białystok      |
| 20 | Weronika Sienkiewicz  | 21   | Podlaskie           | Białystok      |
| 21 | Klaudia Ligenza       | 24   | Pomorskie           | Gdańsk         |
| 22 | Emilia Majewska       | 20   | Pomorskie           | Gdańsk         |
| 23 | Oliwia Masłowska      | 18   | Śląskie             | Chorzów        |
| 24 | Sylwia Mrochem        | 22   | Śląskie             | Bytom          |
| 25 | Wiktoria Kurek        | 19   | Świętokrzyskie      | Niekłań Wielki |
| 26 | Kamila Wzorek         | 19   | Świętokrzyskie      | Bodzentyn      |
| 27 | Agata Filipowicz      | 22   | Warmińsko-mazurskie | Elbląg         |
| 28 | Paulina Grabowska     | 22   | Warmińsko-mazurskie | Grunwald       |
| 29 | Julia Marcinkowska    | 22   | Wielkopolskie       | Ślesin         |
| 30 | Agnieszka Brewka      | 24   | Wielkopolskie       | Złotów         |
| 31 | Roksana Brodalka      | 26   | Zachodniopomorskie  | Czaplinek      |
| 32 | Kaja Tomaszewska      | 24   | Zachodniopomorskie  | Police         |